# گئورگی فرانگولیان
گئورگی وارطانی فرانگولیان (ارمنی: Գեորգի Վարդանի Ֆրանգուլյան؛ زادهٔ ۲۹ مهٔ ۱۹۴۵) مجسمه‌ساز اهل ارمنستان است.

## زندگی‌نامه
وی در ۲۹ مه ۱۹۴۵ در تفلیس به دنیا آمد و از en:Stroganov Moscow State Academy of Arts and Industry فارغ‌التحصیل گشت. وی برنده جوایزی همچون مدال موسس خورناتسی و نشان دوستی است.

## نگارخانه

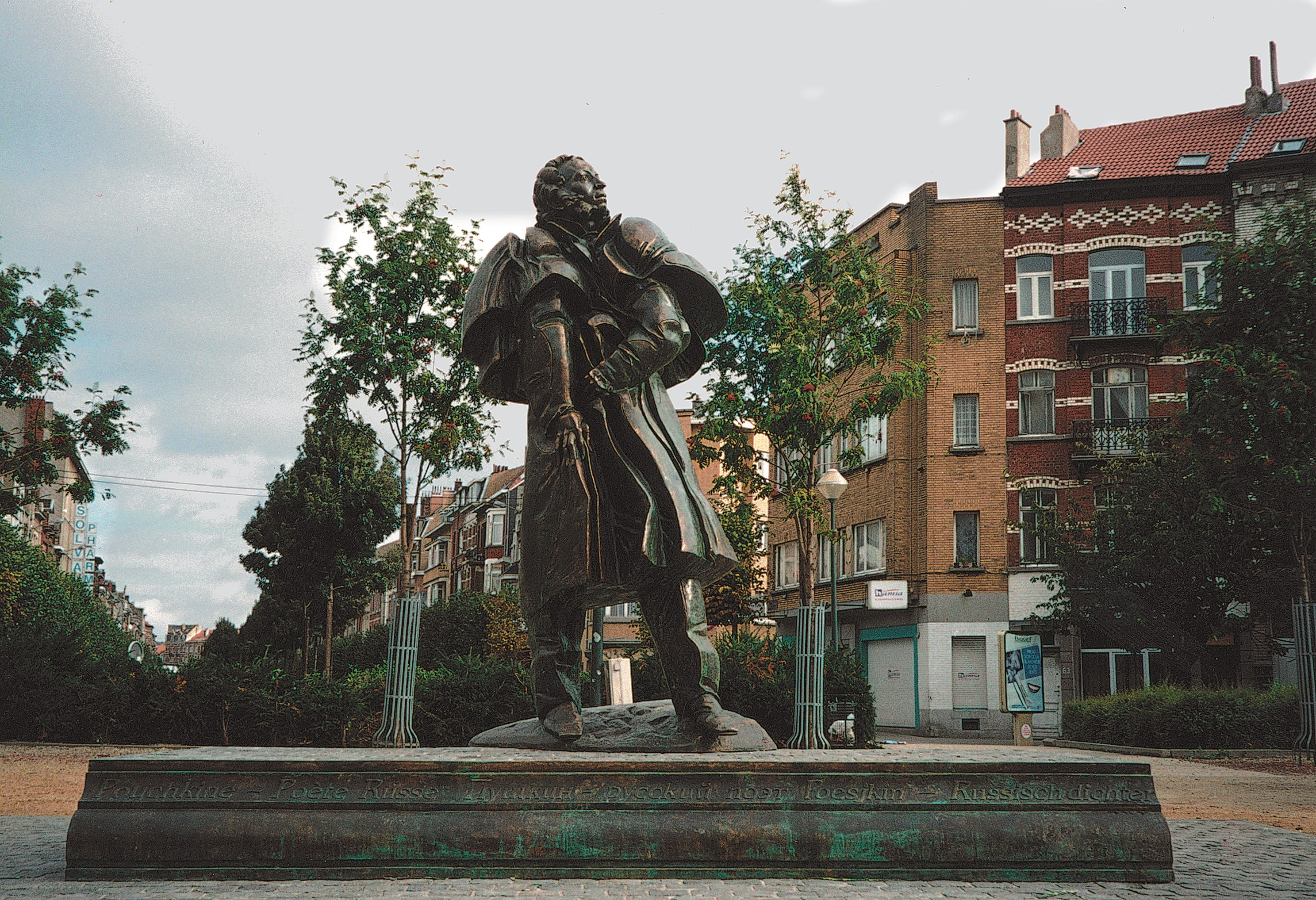